# Юліус Шульц
Юліус Шульц (нім. Julius Schulz; 30 грудня 1899, Оффенбах — 23 листопада 1975, Гмунд-ам-Тегернзе) — німецький військово-повітряний діяч, генерал авіації. Кавалер Німецького хреста в золоті.

## Біографія
15 березня 1909 року вступив в 66-й піхотний полк. Пройшов підготовку льотчика в льотній школі в Гальберштадті (1914). Учасник Першої світової війни, льотчик 5-го польового авіазагону. 22 листопада 1914 року був збитий і взятий в полон британськими військами. 2 серпня 1916 року інтернований в Швейцарії. У вересні 1917 року звільнений. З 8 липня 1918 року — начальник льотної школи в Крефельді. У травні-серпні 1919 року в складі «Залізної дивізії» брав участь у військових діях в Прибалтиці. Після демобілізації армії залишений в рейхсвері, в 1920-22 роках командував ротою 1-го автотранспортного батальйону, в 1924-29 роках — 12-го піхотного полку. 1 квітня 1934 року перейшов в люфтваффе і 1 жовтня 1935 року призначений начальником льотного училища в Гатові, з 1 березня 1936 року — комендант авіабази Гатов. Під час Польської кампанії командував авіацією групи армій «Південь» (26 серпня — 24 червня 1939), під час Французької — групи армій «C» (25 жовтня 1939 — 23 червня 1940). 24 червня 1940 року очолив 16-й штаб авіаційної області особливого призначення. З 30 серпня 1941 року — начальник авіаційної області «Фінляндія», на базі якої 2 листопада 1943 року було сформоване відомство командувача генерала люфтваффе в Фінляндії. З 20 липня 1944 року — інспектор навчальних закладів та бойової підготовки. В 1944-45 роках — генерал іноземних добровольців в люфтваффе, брав участь у створенні авіаз'єднань Російської визвольної армії. 30 квітня 1945 року звільнений у відставку.

## Звання
- Фанен-юнкер (15 березня 1909)
- Фенріх (18 жовтня 1909)
- Лейтенант (22 серпня 1910)
- Оберлейтенант (25 лютого 1915)
- Гауптман (27 січня 1918)
- Майор (1 лютого 1931)
- Оберстлейтенант (1 квітня 1934)
- Оберст (1 квітня 1936)
- Генерал-майор (1 січня 1939)
- Генерал-лейтенант (1 грудня 1940)
- Генерал авіації (1 грудня 1942)

## Нагороди
- Залізний хрест 2-го і 1-го класу
- Нагрудний знак пілота-спостерігача (Пруссія)
- Медаль «За відвагу» (Гессен)
- Балтійський хрест
- Почесний хрест ветерана війни з мечами
- Медаль «За вислугу років у Вермахті» 4-го, 3-го, 2-го і 1-го класу (25 років)
- Застібка до Залізного хреста 2-го і 1-го класу
- Орден Хреста Свободи 1-го класу з дубовим листям і мечами (Фінляндія; 1 липня 1944)
- Німецький хрест в золоті (1 січня 1945)